# Vasilij Vasil'evic Nikitin (mineralogista)
Vasilij Vasil'evic Nikitin (in russo Василий Васильевич Никитин?; San Pietroburgo, 1867 – Lubiana, 1942) è stato un mineralogista russo.
Fu docente di mineralogia all'Università di Lubiana. Nella sua vita, principalmente dedicata, oltre che all'insegnamento, all'approfondimento dell'ottica cristallografica, adottò nelle sue ricerche il metodo introdotto da Evgraf Stepanovič Fëdorov per la determinazione delle costanti ottiche dei minerali, del quale divenne anche uno dei divulgatori, ampliandone nel contempo anche il campo di applicazione.

## Opere
- La méthode universelle de Fedoroff (in francese), 1914
- Die Fedorow-Methode (in tedesco), 1936